# Jung Yong-hwa
Jung Yong-hwa (kor. 정용화, ur. 22 czerwca 1989) – południowokoreański muzyk, piosenkarz, autor tekstów, producent muzyczny i aktor. Jest liderem, głównym wokalistą i gitarzystą w rockowym zespole CNBLUE. Jung zadebiutował jako aktor w serialu Minam-isine-yo (2009) i od tego czasu zagrał w takich serialach jak Neon naege banhaess-eo (2011), Mirae-ui seontaek (2013) i Samchongsa (2014). W 2015 roku Jung zadebiutował solowo z albumem One Fine Day.

## Filmografia

### Film
| Rok  | Tytuł                           | Rola     |
| ---- | ------------------------------- | -------- |
| 2017 | Juezhan shishen (chn. 决战食神) | Ahn Paul |

### Seriale
| Rok  | Tytuł                  | Rola                   | Stacja telewizyjna |
| ---- | ---------------------- | ---------------------- | ------------------ |
| 2009 | Minam-isine-yo         | Kang Shin-woo          | SBS                |
| 2011 | Neon naege banhaess-eo | Lee Shin               | MBC                |
| 2012 | Shinsa-ui pumgyeok     | on sam (cameo odc. 13) | SBS                |
| 2013 | Mirae-ui seontaek      | Park Se-joo            | KBS2               |
| 2014 | Samchongsa             | Park Dal-hyang         | tvN                |
| 2017 | The Package            | San Ma-roo             | JTBC               |
| 2021 | Daebakbudongsan        | Oh In-beom             | KBS2               |

### Programy rozrywkowe
| Rok       | Tytuł                                  | Uwagi                                                             | Stacja telewizyjna |
| --------- | -------------------------------------- | ----------------------------------------------------------------- | ------------------ |
| od 2010   | Running Man                            | gościnnie (odc. 7, 11, 17, 35–36, 72–73, 104, 127, 129, 186, 242) | SBS                |
| 2009-2010 | Korea Ecosystem Rescue Centre: Hunters | główna obsada                                                     | MBC                |
| 2010      | Eco House                              | główna obsada                                                     | MBC                |
| 2010-2011 | We Got Married                         | główna obsada (z Seohyun)                                         | MBC                |
| 2010-2011 | Inkigayo                               | prowadzący (z Sulli i Jo Kwon)                                    | SBS                |
| 2010-2011 | Night After Night                      | prowadzący (z Daesungiem, UEE itp.)                               | SBS                |
| 2015      | Hologram                               | on sam (własny debiutancki reality show)                          | Mnet               |
| 2017      | Island Trio                            | obsada                                                            | O'live / tvN       |
| 2017      | Syndrome Man                           | obsada                                                            | KBS                |

## Dyskografia

### Solowa

#### Koreańska
Albumy studyjne
- One Fine Day (2015)

Minialbumy
- Do Disturb (2017)

#### Japońska
Albumy studyjne
- Summer Calling (2017)

## Trasy koncertowe
- Jung Yonghwa 1st Concert - One Fine Day (2015)

## Nagrody i nominacje
| Rok  | Nagroda                     | Kategoria                                                                   | Wynik      |
| ---- | --------------------------- | --------------------------------------------------------------------------- | ---------- |
| 2009 | SBS Drama Awards            | New Star Award (Minam-isine-yo)                                             | Wygrana    |
| 2010 | MBC Entertainment Awards    | Nagroda Popularności                                                        | Wygrana    |
| 2010 | MBC Entertainment Awards    | Najpopularniejsza para (We Got Married; razem z Seohyun)                    | Wygrana    |
| 2010 | SBS Entertainment Awards    | Best Newcomer in a Variety Show (Inkigayo)                                  | Wygrana    |
| 2010 | 3. Korea Drama Awards       | Nagroda Popularności (Minam-isine-yo)                                       | Wygrana    |
| 2011 | 3. Melon Music Awards       | Music Style Best OST Song ("You've Fallen For Me" z Neon naege banhaess-eo) | Nominacja  |
| 2011 | MBC Drama Awards            | Najlepszy nowy aktor (Neon naege banhaess-eo)                               | Nominacja  |
| 2012 | 48. Baeksang Arts Awards    | Najpopularniejszy aktor TV (Neon naege banhaess-eo)                         | Nominacja  |
| 2012 | 1. K-Drama Star Awards      | Hallyu Star Award (Neon naege banhaess-eo)                                  | Wygrana    |
| 2013 | KBS Drama Awards            | Najlepsza para (razem z Han Chae-ah) (Mirae-ui seontaek)                    | Nominacja  |
| 2014 | 50. Baeksang Arts Awards    | Najpopularniejszy aktor TV (Mirae-ui seontaek)                              | Nominacja  |
| 2015 | Hong Kong Weibo Star Awards | Hottest Korean Artist Award                                                 | Wygrana    |
| 2015 | Hong Kong Weibo Star Awards | Most Influential Korean Star                                                | Wygrana    |
| 2015 | Top Chinese Music Awards    | Solo Artist Award                                                           | Wygrana    |
| 2015 | Melon Music Awards          | Music Style Best Folk Song ("Star, You")                                    | nominacja  |
| 2015 | Mnet Asian Music Awards     | Best Male Solo (One Fine Day)                                               | Nominacja  |
| 2015 | Mnet Asian Music Awards     | Artysta roku                                                                | Nominacja  |
| 2015 | ELLE China Style Awards     | Voice of ELLE International Singer of The Year                              | Wygrana    |
| 2016 | Seoul Music Awards          | Bonsang (One Fine Day)                                                      | Nominacja  |
| 2016 | Seoul Music Awards          | Nagroda popularności                                                        | Nominacja  |
| 2016 | Golden Disc Awards          | Best Solo Vocal Award (One Fine Day)                                        | Wygrana    |
| 2018 | 32. Golden Disc Awards      | Golden Disc Album Award (Do Disturb)                                        | Nominowany |
| 2018 | 32. Golden Disc Awards      | Global Popular Artist Award                                                 | Nominowany |